# 원남층군
원남층군(Precambrian Wonnam Group, 遠南層群)은 대한민국 영남 지괴/영남 육괴 내 경상북도 울진군 남부와 영양군 북부에 분포하는 선캄브리아기의 변성퇴적암 지층이다. 평해층군, 율리층군, 분천화강편마암 등과 함께 영남 육괴 북동부의 지질을 구성하며 원남층, 동수곡층, 장군 석회암층, 두음리층 4개 지층으로 구성되나 장군 석회암층과 두음리층, 동수곡층은 이견이 있다.

## 개요
원남층군은 영남 육괴에 분포하는 선캄브리아기 변성퇴적암으로 울진군 원남면을 표식지로 하여 하부로부터 준(準)편마암류를 주로 하는 원남층, 흑연 편암층, 천매암 및 운모 편암을 주로 하는 동수곡층, 장군 석회암층으로 구성된다. 원남층군은 울진군 금강송면과 울진읍 일부 지역, 매화면 남부, 기성면 지역에 넓게 분포한다.
원남층군은 삼근리 지질도폭(1963) 조사 당시 선캄브리아기로 해석되었으나, 다수의 연구자들에 의해 장군 석회암층과 두음리층은 조선 누층군으로, 동수곡층은 평안 누층군의 일부로 해석되었다.

### 절대연령
정창식 외(2000)는 원남층군 변성퇴적암의 변성연대를 1840±26 Ma (고원생대 오로세이라기)로 보고하였다.

### 지하자원
옥방광산(玉房鑛山)은 울진군 서면 광회리와 봉화군 소천면 분천리의 경계에 위치한 광산(사무소: 북위 36° 55′ 23″ 동경 129° 08′ 20″ / 북위 36.92306°  동경 129.13889° 에 위치한다. 광산 주변의 지질은 선캄브리아기의 변성퇴적암인 원남층군 원남층(PCEw), 각섬질암(PCEam, Amphibolites), 분천화강편마암(PCEgnb)으로 구성된다. 1939년 금은광으로 등록되었으며 광상(鑛床)은 각섬질암 내에 포함되는 수 매의 회중석 및 형석 광맥으로 구성되어 있다. 광상은 행정 구역 경계를 이루는 회룡천을 중심으로 양쪽에 걸쳐 발달하여 봉화 지구와 영양 지구로 구분할 수 있다. 봉화 지구는 한때 총 길이 1,365 m의 갱도가 개발되어 활발히 개발되었으나 현재는 방치되어 출입이 불가능하다. 울진 지구는 총 길이 7,119 m의 8개 갱도가 존재한다. 광맥들의 주향은 대체로 북동 70~80°에 경사는 북서 40~55°이다. 광물은 회중석과 형석이며 자류철석(磁硫鐵石), 황동석 등을 수반하는 곳도 있다.

### 퇴적 환경
옥방광산 일대의 각섬질암(Amphibolites)은 원남층군 내에 관입해 있으며 이 각섬질암을 형성한 기원 마그마는 상부 맨틀에서 유래하였으며 대륙배호분지(continental back-arc basin) 환경에서 관입하였음을 지시한다. 따라서 원남층군이 퇴적된 조구조 환경은 대륙배호분지인 것으로 추정된다.

## 지층

### 원남층
원남층(Precambrian Wonnam Formation, 遠南層)은 원남층군의 최하위 지층으로 원남층군의 대부분을 차지한다. 울진군 원남면(→2015. 4 이후 매화면)을 표식지로 하여 울진군 남부, 영양군 북부, 봉화군 남부에 걸쳐 분포한다. 
울진군의 원남층은 매화면 대부분 지역과 금강송면 남부에 분포한다. 일반적으로 편마상 또는 편리구조가 발달하며, 변질니질암(argillaceous meta-sediment)과 변질사질암(arenaceous meta-sediment)의 호층(互層)과 이들이 미그마타이트화된 암석들로 구성되어 있다. 주요 구성 광물은 정장석, 사장석, 석영, 흑운모, 각섬석, 녹니석이다. 일반적 주향은 북동-남서 방향이고 경사는 50~80°로서 북서측으로 급경사하나 수직 또는 동남측으로 기울기도 하다.
봉화군의 원남층은 원남층군 중 가장 넓은 면적을 차지하며 경상 분지와의 경계를 따라 청량산 서부 상운면 문촌리에서 명호면 풍호리, 재산면 갈산리를 지나 영양군 수비면 신암리까지 이어진다. 주로 석영·장석 편마암류, 편암류, 미그마타이트 등으로 구성되며, 상부 지층인 동수곡층과는 정합적으로, 재산면 갈산리와 명호면 지역에서의 재산층 및 경상 누층군과는 부정합으로 접촉한다. 분천화강편마암 내에 원남층이 포획되었으며 춘양 화강암에 의해 관입당했다. 청량산 북쪽 명호면 고감리-풍호리-고계리-재산면 상리 간 지역에서의 주향은 동-서이고 북측으로 50~60°경사져 있다.
영양군의 원남층은 수비면 수하리 북부와 신암리 중동부에 분포한다. 편마암, 운모편암, 규암, 석회암 등으로 구성되며 지층의 주향은 동-서 방향에 북쪽으로 90° (수직) 내지 45° 경사한다. 수비면 수하리에서는 경상 누층군 울련산층에 의해 부정합으로 덮이고 일월면 용화리 일대에서는 하부의 평해층군을 부정합으로 덮는다.
울진군의 원남층
- 울진군 금강송면 광회리 회룡천 하상
- 울진군 금강송면 광회리 회룡천 하상
- 울진군 금강송면 쌍전리 산 150-11
북위 36° 56′ 20.0″ 동경 129° 12′ 52.0″ / 북위 36.938889°  동경 129.214444°
- 울진군 금강송면 쌍전리 산 150-10
북위 36° 56′ 20.5″ 동경 129° 12′ 57.0″ / 북위 36.939028°  동경 129.215833°
- 울진군 금강송면 삼근리 사랑바위 (도로명주소: 울진군 금강송면 불영계곡로 1800)
북위 36° 56′ 18.0″ 동경 129° 15′ 26.0″ / 북위 36.938333°  동경 129.257222°
- 울진군 울진읍 대흥리 산 122-3
북위 36° 58′ 14.0″ 동경 129° 19′ 29.0″ / 북위 36.970556°  동경 129.324722°
- 선캄브리아기 원남층군 원남층/화강편마암 경계, 울진군 근남면 행곡리 산 1-4
북위 36° 58′ 20.0″ 동경 129° 19′ 46.0″ / 북위 36.972222°  동경 129.329444°

영양군의 원남층
- 영양군 수비면 수하리 479-1 지방도 제917호선 도로변
북위 36° 48′ 48.0″ 동경 129° 15′ 23.0″ / 북위 36.813333°  동경 129.256389°
- 왼쪽과 동일
- 영양군 수비면 수하리 영양국제밤하늘보호공원 남동측 장수포천 계곡 하상
북위 36° 50′ 10.0″ 동경 129° 16′ 22.0″ / 북위 36.836111°  동경 129.272778°
- 영양군 수비면 수하리 영양국제밤하늘보호공원 북동측 도로변
북위 36° 50′ 24.0″ 동경 129° 16′ 21.0″ / 북위 36.840000°  동경 129.272500°
- 영양군 수비면 수하리 영양국제밤하늘보호공원 북동측 도로변
북위 36° 50′ 20.0″ 동경 129° 16′ 22.0″ / 북위 36.838889°  동경 129.272778°  이하 동일
- 영양군 수비면 수하리 수하2교 동측 하상
북위 36° 49′ 34.0″ 동경 129° 15′ 35.0″ / 북위 36.826111°  동경 129.259722°

#### 흑연 편암층
흑연 편암층(Wonnam Group graphite schist, 黑鉛 片巖層)은 원남층 상위의 지층으로, 울진군 근남면 수산리 서부에 소규모로 그리고 근남면 수곡리 서측 계곡과 금강송면 하원리에 걸쳐 서북서-동남동에서 서남서-동북동 방향으로 완만히 굴곡하면서 북측으로 경사하며 대상 분포하는 지층이다. 흑연 편암층은 각섬석 편암, 흑연편암, 활석편암 등으로 구성된다.

### 동수곡층
동수곡층(Wonnam group Donsugok Formation, 東水谷 片巖層)은 원남층 상위의 지층으로, 율리층군에 의해 부정합으로 덮이며, 동수곡층과 원남층과의 관계는 정합적으로 보인다. 
울진군 지역의 동수곡층은 울진군 기성면 망양리와 매화면 덕신리, 기양리, 근남면 구산리 동부, 노음리 북서부, 통고산 동측 동수곡 계곡 등 울진군 곳곳에 국소적으로 분포한다. 동수곡층의 하부는 주로 견운모(絹雲母) 편암, 상부는 주로 천매암으로 구성된다. 한천리 뒤쪽 산의 북사면에서의 주향은 북서 77°이고 경사는 북동 73°이며, 망양리 일대에서의 편암의 주향은 북서 70°내지 동-서 방향이다.
봉화군 지역의 동수곡층은 재산면 갈산리-소천면 남회룡리-서천리 경계 지역에 위치한 장군봉(1136 m) 바로 남쪽에 동-서 방향으로 발달한다. 북측 경계선은 장군 석회암층에 의해 정합으로 덮이거나 및 장군봉 단층에 의해 단층으로 접하며, 남측에서는 평안 누층군에 대비되는 재산층에 의해 부정합으로 덮인다. 이 지역에서의 동수곡층은 노출이 불량하다. 주로 담갈색 천매암 및 견운모 편암으로 구성되어 있다.
나중에, 동수곡층은 고생대 석탄기 평안 누층군에 해당하는 것으로 해석되었다. 안건상 외(1993)에 의하면 봉화군 장군광산 일대의 동수곡층은 장군 석회암층을 평행 부정합으로 덮으며 주로 니질의 편암으로 구성되고 평안 누층군의 홍점층에 대비된다. 그리고 재산층은 동수곡층을 정합으로 덮는다고 해석되었다. 김기영 외(1996)에 의하면 대체로 사질 기원의 석영-백운모편암, 홍주석-백운모편암, 석류석-십자석편암, 십자석-남정석편암 등으로 구성되며 재산층에 의해 정합적으로 덮힌다.

### 장군 석회암층
장군 석회암층(Wonnam group Janggun limestone Formation, 將軍石灰巖層)은 동수곡층을 평행 부정합으로 덮고 율리층군에 의해 부정합으로 덮인다. 
울진군 내에서 장군 석회암층은 매화면 덕신리, 기양리, 매화리/금매리-근남면 구산리 경계, 수곡리 동부, 성류굴과 그 주변, 금강송면 왕피리 남부 지역에 국소적으로 분포한다. 구산리 부근에서는 두께 약 400 m 정도이고 담회색 내지 백색을 띠며, 주향은 북서 20°에 남측으로 50°경사한다. 성류굴 부근에서는 주향 북서 40°에 경사는 수직이 된다. 매화리 일대에서는 백색 석회암과 암녹색 내지 백색의 호상 석회암으로 구성되며, 주향은 북동 20~40°에 남측으로 50~70°경사한다. 고회석(苦灰石)화작용 탄산철의 교대에 의한 갈철석과 적철석도 볼 수 있다. 장군 석회암층의 경우 조선 누층군과 암상 및 층서가 유사해 고생대의 조선 누층군으로 분류된 바 있다.
봉화군 지역에서 장군 석회암층은 장군봉 주변에서 소천면과 재산면의 경계를 따라 대략 동-서 방향으로, 동수곡층 분포지역 바로 북쪽에서 발달한다. 소천면 서천리에서 춘양 화강암에 의해 관입당했고 북측에서 두음리층 또는 장산 규암층에 의해 덮이며 남측의 동수곡층을 정합으로 덮고 동측의 남회룡리에서는 율리층군에 의해 부정합으로 덮여 더 이상 나타나지 않는다. 이 지층 중에는 장군광산을 비롯 몇 개소의 망가니즈 광상이 발달하고 있다.
안건상 외(1993)에 의하면 장군광산 일대의 장군 석회암층은 연, 아연, 은 광상을 배태하고 있으며 전반적으로 재결정 작용을 받아 결정질 석회암, 돌로마이트, 돌로마이트질 석회암, 석회질이암 등으로 구성된다. 김기영 외(1996)에 의하면 장군봉과 동수곡 일대에 동-서 방향으로 분포하며 장군봉에서는 두음리층 위에 정합으로 놓이고 동수곡에서는 태백산편마암복합체 위에 부정합으로 놓여 있다. 장군봉의 장군 석회암층 하부는 회백색 석회암이고 규질석회암을 협재하며 상부는 결정질/충식석회암, 백운암질 석회암으로 구성된다. 동수곡에서는 장군 석회암층 상부에 니질의 천매암과 석회암이 반복되며 상부로 갈수록 천매암이 우세해진다. 그리고 장군 석회암층과 춘양 화강암의 접촉부에 연, 아연, 은 광상이 배태되어 있다.
성류굴 일대에 분포하는 석회암 지층은 과거 울진 지질도폭(1963) 조사 당시 원남층군의 장군 석회암층으로 해석되었으나 김련 외(2010)는 성류굴 주변의 퇴적암류를 조사하고, 기존에 알려져 있는 바와 다르게 고생대 조선 누층군 대기층, 화절층 그리고 동점층이 나타난다고 보고하였다. 하지만 동점층 상위에 두무골층과 막골층이 나타나는 삼척탄전 지역과는 달리 성류굴 암석은 두 층군의 구분이 뚜렷하지 않아 근남층으로 명명하였으며, 성류굴은 이 근남층 내에 발달하고 있다.

### 두음리층
두음리층(Dueumri Formation, 斗音里層)은 주로 천매암 및 편암류로 구성되며, 영양군 수비면 신암리 서부에 장군 석회암층과 같이 소규모로 분포한다. 하위의 장군 석회암층과는 정합, 상위의 율리층군과 부정합 관계이다.
안건상 외(1993)에 의하면 장군광산 일대의 두음리층은 니질 내지 사질편암으로 구성되며 박층의 결정질 석회암이 수 매 협재된다. 구성 광물은 석영, 백운모, 흑운모이며 곳에 따라 홍주석과 십자석이 산출된다. 김기영 외(1996)에 의하면 장산 규암층을 정합으로 덮으며 암녹색의 니질천매암으로 구성되고 결정질 석회암을 수 매 협재한다. 주향 북동 50~70°의 두음리층은 심한 미습곡 구조를 보이며 춘양 화강암과의 접촉부에서는 이 구조를 유지한 채 홍주석의 반상(斑狀)변정이 형성된 곳도 있어 미습곡 구조를 형성한 운동이 종료된 후 화강암이 관입했음을 지시한다.

## 지질유산

### 울진 성류굴
성류굴(聖留窟)은 대한민국 경상북도 울진군 근남면 구산리의 원남층군 장군 석회암층 또는 조선 누층군 근남층 내에 발달하는 석회암 동굴이다. 천연기념물 제155호. 탱천굴(撑天窟) 또는 선유굴(仙遊窟)이라고도 한다. 주굴 길이 약 470m. 전체 길이 약 800m. 종유석·석순·석주 등이 다채로우며 왕피천이 흘러들어 지하호수를 형성해 경관이 특이하다.

## 같이 보기
- 울진군의 지질
- 영양군의 지질
- 봉화군의 지질
- 한국의 지질
- 울진 성류굴
- 분천화강편마암
- 평해층군
- 율리층군